# 不情願的新娘
《不情願的新娘》（羅馬化：Jao Sao Jum Yorm）為泰國浪漫愛情劇，由Pordeecom Entertainment Company Limited製作，塔納鵬·潘迪執導，米克·通拉亞（Mik）與豐迪帕·瓦查拉澤固（Pooklook）領銜主演。該劇於2018年8月17日透過泰國第7電視台播出。續集為《被告的新娘》。

## 劇情簡介
May（豐迪帕·瓦查拉澤固 飾）是一位知名的社交名媛，她準備和Rut（彭沙功·託蘇萬）舉行婚禮，但Rut卻在婚禮前夕不告而別。Kheat（米克·通拉亞 飾）是一位30歲的房地產商人，他在一家豪華酒店等待他的新娘Pin（萍帕薇·克拉冰 飾），在婚禮舉行前，他親眼目睹Pin與另一個男人私奔。
失意的Kheat單獨參加了海灘派對，在那裡他遇到了同樣被放鴿子的May，她還穿著婚紗獨自借酒澆愁。
於是兩人惺惺相惜，在派對上喝酒解憂、跳舞。當氣氛越來越熱，在場的人們誤以為他們是一對情侶，Kheat開玩笑地向May求婚。之後，他們回到酒店一起度過了一夜。
隔天早上，May對發生的事情感到後悔，她想忘記Kheat，但經過一夜的相處，Kheat已被May深深吸引，追妻之路就此展開。

## 演員陣容

### 主演
- 米克·通拉亞（Mik） 飾演 Kheatdan Thansaranpat（Kheat）
- 豐迪帕·瓦查拉澤固（Pooklook） 飾演 Maysarin（May）

### 配角
- 彭沙功·託蘇萬（Bom） 飾演 Sarut（Rut）
- 萍帕薇·克拉冰（Toon） 飾演 Pinmanee（Pin）
- 拉查儂·蘇普拉可（Guy） 飾演 Nakarin

May同父異母的哥哥，為了報復父親當初不負責任的拋下自己與母親，他開始製造機會接近May。
- 寬卡雯·坦榮勒塔瑟德（KiewKoi） 飾演 Lookkaew
- 納塔南·昆瓦特（Earth） 飾演 Maythat

May與Nakarin的父親，當初隱瞞自己已婚的事實與May的母親結婚，導致對方得知實情後，抑鬱而終。
- 娜特查亞甘·帕格婉（Fernne） 飾演 Rungrada（Rung）

May的助理與閨密，最後與Acha交往。
- 拉查瓦·克立仁（Mix） 飾演 Acha

Kheat的助理，最後與Rung交往。
- 卡寧·普特瑪南（Ndol） 飾演 Ekkaphong（Phong）

Kheat的朋友。
- 莎拉勒·朗榮翁（Poodum） 飾演 Sasikarn

Rut的母親，反對兒子與Pin交往。
- 納塔雅·查恩容（Pu） 飾演 Wilai

Pin的母親，甜品店老闆娘。

## 劇集迴響

### 泰國電視收視
- 收視最低的集數以藍色表示，收視最高的集數以紅色表示，而空格則表示該集的收視沒有相關數據。

| 集數 No.   | 播放日期      | 播放時段 (UTC+07:00) | 平均收視率 | 來源  |
| ---------- | ------------- | -------------------- | ---------- | ----- |
| 1          | 2018年8月17日 | 星期五 20:30         | 5.03       | [ 2 ] |
| 2          | 2018年8月18日 | 星期六 20:30         | 6.07       | [ 2 ] |
| 3          | 2018年8月19日 | 星期日 20:30         | 5.61       | [ 2 ] |
| 4          | 2018年8月24日 | 星期五 20:30         | 5.30       | [ 2 ] |
| 5          | 2018年8月25日 | 星期六 20:30         | 5.84       | [ 2 ] |
| 6          | 2018年8月26日 | 星期日 20:30         | 5.08       | [ 2 ] |
| 7          | 2018年8月31日 | 星期五 20:30         | 5.72       | [ 2 ] |
| 8          | 2018年9月1日  | 星期六 20:30         | 6.17       | [ 2 ] |
| 9          | 2018年9月2日  | 星期日 20:30         | 6.15       | [ 2 ] |
| 10         | 2018年9月7日  | 星期五 20:30         | 5.27       | [ 2 ] |
| 11         | 2018年9月8日  | 星期六 20:30         | 5.79       | [ 2 ] |
| 12         | 2018年9月9日  | 星期日 20:30         | 5.43       | [ 2 ] |
| 13         | 2018年9月14日 | 星期五 20:30         | 5.35       | [ 2 ] |
| 14         | 2018年9月15日 | 星期六 20:30         | 5.21       | [ 2 ] |
| 15         | 2018年9月16日 | 星期日 20:30         | 6.19       | [ 2 ] |
| 16         | 2018年9月21日 | 星期五 20:30         | 6.9        | [ 2 ] |
| 平均收視率 | 平均收視率    | 平均收視率           | 5.69       | 1     |

^1  基於每集的平均觀眾份額。

## 作品的變遷
| 泰國第7電視台 每週五至週日20:30-22:25                         | 泰國第7電視台 每週五至週日20:30-22:25                      | 泰國第7電視台 每週五至週日20:30-22:25 |
| ------------------------------------------------------------- | ---------------------------------------------------------- | ------------------------------------- |
|                                                               | 不情願的新娘 เจ้าสาวจำยอม （2018年8月17日 - 2018年9月21日） |                                       |
| 麻辣情緣 แม่สื่อปากร้าย ผู้ชายรสจัด （2018年7月8日 - 2018年8月12日） | 血脈2018 สายโลหิต （2018年9月22日 - 2018年10月27日）        |                                       |

## 外部鏈接
- 泰國第7電視台官方網站 （页面存档备份，存于）（泰文）
- 劇集介紹及劇評 （页面存档备份，存于）（英文）
- 豆瓣电影上《不情願的新娘》的資料 （简体中文）